# Nor Artamet
Nor Artamet – wieś w Armenii, w prowincji Kotajk. W 2011 roku liczyła 844 mieszkańców.